# Szürke kuszkusz
A szürke kuszkusz (Phalanger orientalis) az emlősök (Mammalia) osztályának a Diprotodontia rendjébe, ezen belül a kuszkuszfélék (Phalangeridae) családjába tartozó faj.

## Elterjedése
Indonézia és Pápua Új-Guinea területén honos. Betelepítették a Salamon-szigetekre és Kelet-Timorra. Élőhelye a trópusi esőerdők. A tengerszint felett 1600 méteres magasságban is megtalálható.

## Megjelenése
Testhossza 35–55 cm, ebből a farok 28–42 cm. Testtömege 1–5 kg. Az állat farka a kapaszkodásra való. Szőre fehér, sötétszürke, vörösesbarna és barnásszürke, az állat hasa fehér.

## Életmódja
A szürke kuszkusz éjjel aktív, fán élő magányos állat. Tápláléka levelek, magvak, gyümölcsök, rügyek és virágok.

## Szaporodása
A párzási időszak júniustól októberig tart. A 13 napig tartó vemhesség végén a nőstény 1-3 kölyköt hozz világra, a kölykök születési súlya 1 gramm.